# دهستان ریگستان
دهستان ریگستان نام دهستانی در بخش زواره شهرستان اردستان، استان اصفهان در ایران است.

## جمعیت
براساس سرشماری مرکز آمار ایران در سال ۱۳۸۵، جمعیت آن ۴۱۵۷ نفر (۱۱۰۲ خانوار) بوده‌است.